# Morten Meldgaard
Morten Meldgaard (* 14. November 1956 in Kopenhagen) ist ein dänischer Archäozoologe.

## Leben

### Familie
Morten Meldgaard ist der Sohn des Archäologen Jørgen Meldgaard (1927–2007) und der Lehrerin Lissen Bjørndal Christensen (1934–2003). Am 23. Juni 1990 heiratete er die Antiquarin und Beraterin Kirsten Elisabeth Jørgensen (* 1957), Tochter des Direktors Børge Niels Hansen Jørgensen und der Journalistin Birthe Solveig Christensen († 1985). 2014 heiratete er die grönländische Schriftstellerin und Journalistin Tupaarnaq Rosing Olsen (* 1955), eine Schwester des Politikers Ove Rosing Olsen (* 1950).

### Ausbildung
Morten Meldgaard besuchte das Amtsgymnasium in Frederikssund mit Fokus auf Sprache und Gesellschaftswissenschaft, das er 1976 abschloss. Anschließend studierte er ab 1977 Zoologie an der Universität Kopenhagen. 1985 schloss er das Studium mit einer Arbeit über die Geschichte des grönländischen Rentiers ab. Während des Studiums war er als Studentische Hilfskraft mit Labor- und Feldarbeit beschäftigt, wobei er am Zoologischen Museum, der Wald- und Naturbehörde, dem Grönländischen Landesmuseum und der Smithsonian Institution angestellt war. 1985 arbeitete er kurzzeitig als Forscher am Qasigiannguit-Museum. Anschließend begann er 1986 ein Promotionsstudium an der Universität Kopenhagen, das er 1990 mit einer Arbeit über die grönländische Landsäugetierfauna im Quartär als lic.scient. abschloss.

### Karriere
1990 arbeitete er als Biologielehrer am Gymnasium in Allerød und dann kurzzeitig als Postdoc am Zoologischen Museum, wo er sich mit fossiler DNA beschäftigte. Von 1991 bis 1995 war er Leiter des Lejre Forsøgscenter, einem Freilandlabor für experimentelle Archäologie. Von 1995 bis 2000 leitete er das Dansk Polarcenter. Von 2000 bis 2005 war er Direktor von Nordatlantens Brygge. 2005 promovierte er mit einer Arbeit über die Jagdweise der Saqqaq-Kultur zum dr.phil. und war von 2005 bis 2010 als Honorarprofessor an der Syddansk Universitet tätig. Von 2005 bis 2007 war er Direktor der dänischen Galathea-3-Expeditionsstiftung. Von 2007 bis 2014 war er Direktor des Dänischen Naturhistorischen Museums. Von 2013 bis 2019 war er als Professor am Museum tätig. Seit 2015 ist er zudem Honorarprofessor am Ilisimatusarfik. Seit 2019 ist er Professor am interdisziplinären Globe Institute der Universität Kopenhagen.
Morten Meldgaard forscht zu arktischer Zoologie, Archäologie und Umweltgeschichte. Einen besonderen Fokus legt er auf die Zoogeografie, Taxonomie und Populationsdynamik von Rentieren, archäologische Untersuchungen zur Rentierjagd in Westgrönland und den Einfluss von Nahrungsressourcen auf die historische Demografie Grönlands.

### Ehrenämter
Von 1996 bis 2018 war er Mitglied des Rats der Königlichen Dänischen Geografischen Gesellschaft. Von 1997 bis 2017 war er Präsidiumsmitglied der WWF. Seit 2000 ist er Aufsichtsratsmitglied des Aase og Jørgen Münters Fond, von 2000 bis 2014 war er Aufsichtsratsmitglied des Middelaldercentret, von 2004 bis 2015 des Peary Land Fonden, von 2011 bis 2014 bei Borchs Kollegium und seit 2017 beim Sagnlandet Lejre. Seit 2016 ist er Mitglied des Grönländischen Forschungsrats und seit 2018 des Norwegischen Forschungsrats. 2009 erhielt er die Galathea-Medaille.

## Werke (Auswahl)
- 1983: Aasivissuit – The Great Summer Camp. Archaeological, ethnographical and zooarchaeological investigations of a West Greenland caribou hunting site (mit Bjarne Grønnow und Jørn Berglund Nielsen)
- 1986: The Greenland Caribou: zoogeography, taxonomy and population dynamics
- 1988: The Great Auk (Pinguinus impennis (L.)) in Greenland
- 1988: Boplads i Dybfrost: Fra Christianshåb Museums udgravninger på Vest Grønlands ældste boplads (mit Bjarne Grønnow)
- 1990: Skjoldungen – et paradis bag storisen (mit Hans Christian Gulløv und Minik Rosing)
- 2001: Historical ecology (In: The Ecology of Greenland)
- 2004: Ancient Harp Seal Hunters of Disko Bay. Subsistence and Settlement at the Saqqaq Culture Site Qeqertasussuk (2400–1400 BC), West Greenland. (Doktorarbeit)
- 2008: Baggrund og rammer for ekspeditionen. Galathea 3, 2006–2007 (mit Søren Haslund-Christensen)